# Distrito electoral 1 (condado de Hamilton, Nebraska)
El distrito electoral 1 (en inglés: Precinct 1) es un distrito electoral ubicado en el condado de Hamilton en el estado estadounidense de Nebraska. En el Censo de 2010 tenía una población de 377 habitantes y una densidad poblacional de 2,03 personas por km².

## Geografía
El distrito electoral 1 se encuentra ubicado en las coordenadas 40°44′34″N 97°56′24″O / 40.74278, -97.94000. Según la Oficina del Censo de los Estados Unidos, el distrito electoral 1 tiene una superficie total de 185.93 km², de la cual 185.22 km² corresponden a tierra firme y (0.38%) 0.71 km² es agua.

## Demografía
Según el censo de 2010, había 377 personas residiendo en el distrito electoral 1. La densidad de población era de 2,03 hab./km². De los 377 habitantes, el distrito electoral 1 estaba compuesto por el 99.47% blancos, el 0.27% eran asiáticos y el 0.27% pertenecían a dos o más razas. Del total de la población el 0% eran hispanos o latinos de cualquier raza.